# Критика Свидетелей Иеговы
«Свидетели Иеговы» подвергаются критике со стороны представителей более крупных направлений христианства, медиков, бывших членов и других комментаторов. Предметами критики выступают как вероучение «Свидетелей Иеговы», так и их религиозные практики. Критики обращают внимание на доктринальную неполноту и превратности вероучения, несбывшиеся предсказания, неверную трактовку Библии, суровое отношение к бывшим членам, автократическое насильственное управление. Также значительной критике подвергается отказ «Свидетелей Иеговы» от переливания крови даже при опасности для жизни. Некоторые утверждают, что в организациях «Свидетелей Иеговы» были случаи сексуального злоупотребления, о которых умышленно не сообщалось властям.
«Свидетели Иеговы» отрицают большинство обвинений. Некоторые утверждения критиков стали предметами судебных разбирательств и религиоведческих исследований.

## Критика вероучения

### Несбывшиеся предсказания
Основная статья: Несбывшиеся предсказания «Общества Сторожевой Башни» (англ. Unfulfilled Watch Tower Society predictions)
Важнейшими положениями вероучения «Свидетелей Иеговы» являются Второе пришествие Иисуса Христа, милленаризм и Царство Божие в своей оригинальной трактовке. Watch Tower Bible and Tract Society of Pennsylvania неоднократно публиковало и продолжает публиковать предсказания подобных мировых событий, основанные на толковании библейских пророчеств «Свидетелями Иеговы». Некоторые из тех предсказания подавались как «установленная истина» вне всякого сомнения.
«Свидетелям» говорилось «быть полностью готовыми к принятию видимых указаний организации, касающихся любого аспекта», поскольку любовь «верует во всякую вещь» (англ. believes all things). Члены организации, отстаивающие альтернативные взгляды, подлежат изгнанию из неё.
Неоправдавшиеся предсказания, которые были недвусмысленно заявлены или ясно подразумевались, особенно часто содержат 1914, 1915, 1925 и 1975 годы, что привело к замене или оставлению некоторых учений. В публикациях «Общества» иногда были намёки на то, что члены раньше «вычитывали в публикациях „Сторожевой Башни“ то, что там и не подразумевалось» или что убеждения тех членов «были основаны на неверных предпосылках». По словам профессора Эдмонда Грусса (Edmond Gruss), другие несбывшиеся предсказания были проигнорированы и заменены новыми предсказаниями; например, в книге «Оконченная мистерия» (англ. The Finished Mystery), вышедшей в 1917 году, на годы с 1918 по 1925 прогнозировались те же события, которые по прежним прогнозам должны были произойти до 1914 года. Когда и новые интерпретации не подтвердились, в издании 1926 года были убраны даты и изменены некоторые утверждения.
Раймонд Франц (Raymond Franz), бывший член правления (англ. Governing Body) «Свидетелей Иеговы», цитировал публикации, в которых утверждалось, что Бог использовал «Свидетелей Иеговы» в качестве коллективного пророка
Профессор Джеймс А. Беверли (James A. Beverley), наряду с другими, обвиняет движение «Свидетелей Иеговы» за подобные предсказания в лжепророчестве, особенно те, которые преподносились как бесспорные или одобренные Богом, но описывали будущее «патетически».
Подобную же критику высказывали: Джеймс М. Пентон, Раймонд Франц, Ренделл Уоттерс, Девид А. Рид, Ван Валдек, Джон М. Баттри. В Интернете появлялось несколько сайтов с коллекциями цитат из подобных сомнительных публикаций «Свидетелей Иеговы». Беверли утверждает, что «Общество Сторожевой Башни» осуждает других за ложные предсказания конца света (он цитирует статью, опубликованную в 1968 году в журнале «Пробудись!» (англ. Awake!), в которой утверждается, что другие группы были «виновны в ложном пророчестве» после того, как «пресказывали „конец света“ и даже называли конкретную дату»).
«Сообщество Сторожевой Башни» отвергает обвинения в ложном пророчестве, но допускает, что его объяснения библейских пророчеств были небезошибочными и что эти предсказания не являются явно выраженными «словами Иеговы». Оно утверждает, что некоторые его ожидания вызваны большим рвением ради Царствия Божьего и требуют корректировки, но внесение таких поправок — не причина «ставить под вопрос всё тело истины» (англ. call into question the whole body of truth). Раймонд Франц утверждает, что «Общество Сторожевой Башни» пытается уйти от ответственности, когда ссылается на человеческую ошибочность как на аргумент в свою защиту, добавляя, что это общество преставляется как Богом назначенный представитель, и на протяжении своей истории оно сделало множество эмфатических предсказаний. И что религиозное рвение ради Тысячелетнего царства, проявляемое этой организацией, не даёт ей разрешения ставить под сомнение мотивы тех, кто не воспринял её предсказаний.
Джордж Крайссайдс выдвинул предположение о том, что широко распространённые утверждения о «продолжающемся изменнений дат» «Свидетелями Иеговы» появились в результате искажения и неправильного понимания хронологии «Общества Сторожевой Башни». Признавая наличие неоправдавшихся прогнозов, Крайссайдс объясняет изменение некоторых взглядов «Свидетелей Иеговы» и провозглашаемых ими дат грядущих событий не этими ошибками в прогнозировании, но в основном изменением понимания библейской хронологии: «Для „Свидетелей Иеговы“ пророчество скорее является способом распознавания божественного плана в человеческой истории, нежели средством предсказания будущего».
Некоторые предсказания (в порядке их публикации «Свидетелями Иеговы»):
- 1877 год. В 1914 году Царство Христа установится на всей Земле; евреи, как народ, вновь обретут Божие благословение; «святые» будут вознесены на небеса[35].
- 1891 год. Самый крайний срок царствования несовершенных людей — до 1914 года[36]
- 1904 год. «Всемирная анархия» последует за окончанием «языческих времён» (англ. Gentile Times) в 1914 году[37].
- 1916 год. Первая Мировая война закончится Армагеддоном и «восхищением святых»[38].
- 1917 год. В 1918 году христианский мир падёт перед революционными правительствами и будет предан забвению. Бог будет «в массовом порядке разрушать церкви и [уничтожать] их членов миллионами»[j]. Члены церкви будут «погибать от меча войны, революции и анархии». Мёртвые останутся лежать непогребёнными. В 1920 году все прежние правительства исчезнут, и во всём мире возобладает анархия[39].
- 1920 год. Царство Мессии будет установлено в 1925 году и принесёт мир во всём мире. Бог начнёт восстанавливать землю. Авраам, Исаак, Иаков и другие правоверные патриархи будут воскрешены к совершенной человеческой жизни, станут правителями и видимыми представителями Нового Порядка на земле. Покорные Богу, дожившие до этого времени, уже не умрут никогда[k][40].
- 1922 год. Антитипичный «юбилей» (англ. anti-typical "jubilee"), который отметит вмешательство Бога в земные отношения, случится «вероятно в конце» 1925 года[41]
- 1925 год. Божье восстановление Земли начнётся «вскоре после» 1 октября 1925 года. Иерусалим станет столицей мира. Воскресшие «принцы», такие как Авель, Ной, Моисей и Иоанн Креститель по радио будут отдавать распоряжения своим подчинённым, а на самолётах люди будут прилетать в Иерусалим из любой части света всего за несколько часов[42].
- 1938 год. Армагеддон слишком близок, чтобы жениться или зачинать детей[43].
- 1941 год. До Армагеддона остались «считанные месяцы»[44]
- 1942 год. Армагеддон «непосредственно перед нами» (англ. immediately before us)[45].
- 1961 год. Журнал «Пробудись!» утверждает, что Армагеддон «случится в двадцатом веке…. Нынешнее поколение увидит его исполнение»[46].
- 1966 год. В конце 1975 года будет ровно 6000 лет от сотворения человека, и это время будет «подходящим» для начала тысячелетнего царства Христа[47][48]. Время «заканчивается, вопрос о том не стоит». «Ближейшее будущее» окажется «определённо наполненным климатическими событиями … в течение нескольких лет самое большее», последняя часть библейского пророчества, относящаяся к «последним дням», скоро исполнится с началом правления Христа[49].
- 1967 год. Период конца времён (начавшийся в 1914 году) был объявлен настолько близким к завершению, что оставшееся время можно «сравнить не то, что с последним днём недели, а с последней частью того дня»[50].
- 1968 год. Никто не может сказать «с уверенностью», что битва при Армагеддоне начнётся именно в 1975 году, но время «истекает стремительно», и «события, от которых вздрогнет земля» скоро произойдут[51]. В марте 1968 года «оставался короткий период времени», «всего около девяноста месяцев остаётся до того, как 6000 лет существования человека на земле завершатся»[52].
- 1969 год. Существующий мировой порядок не продлится достаточно долго, чтобы юные успели вырасти; мировая система скончается «через несколько лет». По этой причине, молодым «Свидетелям Иеговы» было сказано не беспокоиться о получении высшего образования[53].
- 1971 год. «Битва во дни Иеговы» описывалась как начинающаяся «скоро, в нашем двадцатом веке»[54].
- 1974 год. Остаётся совсем «немного времени до конца этого грешного мира» и «Свидетелям» было одобрено продавать свои дома и другую собственность, чтобы «закончить их оставшиеся дни при старой системе, [занимаясь] пионерским служением»[l][55].
- 1984 год. «Много что указывает» на то, что «конец» ближе, чем завершение двадцатого столетия[56].
- 1989 год. «Сторожевая Башня» утверждала, что христианская миссионерская работа, начавшаяся в первом веке, «будет завершена в двадцатом столетии».[57]. Когда этот журнал был переиздан в форме сшитых томов, «двадцатое столетие» заменили на «наши дни».

### Изменения вероучения
См. также: Развитие вероучения «Свидетелей Иеговы» (англ. Development of Jehovah's Witnesses doctrine)
Хотя «Общество Сторожевой башни» в издаваемой им литературе заявляет, что его основатель Чарльз Тейз Рассел был направляем Божьим Святым Духом, от которого он получал «вспышки света», оно со времени создания существенно изменило свою религиозную доктрину и отказалось от многих положений Рассела. Многие их тех изменний затрагивают библейскую хронологию, которую прежде преподносили как несомненную. The Watch Tower в 1922 году утверждала: «Мы подтверждаем, что Духовно, научно и исторически — нынешняя хронология истины находится вне всякого сомнения». В других публикациях «Общества Сторожевой башни» утверждалось, что доктринальные изменения возникли в результате «прогрессивного откровения» (англ. progressive revelation), в ходе которого Бог постепенно открывает свою волю.
Известно ещё несколько вопросов, по которым вероучительная доктрина «Свидетелей Иеговы» менялась со временем:
- Дата начала царствования Христа. Рассел учил, что Иисус станет королём в апреле 1878 года[67][68][69][70], но в 1920 году «Общество Сторожевой башни» изменило эту дату на 1914 год[s]
- Дата воскресения миропомазанных христиан. Предсказание о том, что в 1878 году Христос изберёт «святых», которых заберёт на небеса, не сбылось. После этого Рассел стал развивать учение о том, что «умирание в Господе» (англ. dying in the Lord), произошедшее в 1878 году или позднее, будет приводить к немедленному вознесению на небеса[72]. The Watch Tower подтвердила эту доктрину в 1925 году[73], но двумя годами позже заявила, что эта дата была неправильной[74] и что такое вознесение правоверных христиан началось с 1918 года[75].
- Определение «верного и благоразумного раба». Первоначально Рассел полагал, что «верный и благоразумный раб» (Мф. 24:45) — это «каждый член тела Христова … и всё тело, индивидуально и коллективно»[t][76]. Но в 1886 году он изменил свои взгляды и начал объяснять так, что «верный и благоразумный раб» — это только отдельный человек, а не христианская церковь[77]. Рассел принял заявления «Исследователей Библии» о том, что он есть «раб»[78][79][80] и в 1909 году называл своими «оппонентами» тех, кто применял термин «верный и благоразумный раб» скорее ко всей христианской церкви, нежели к каждому отдельному её члену[81]. В 1927 году «Общество Сторожевой башни» учило, что оно — «коллективный раб»[82].
- Великая Пирамида как «каменное свидетельство» о Боге. В 1910 году Рассел писал, что Бог построил Великую пирамиду Гизы в Египте как вещественное доказательство истинности Библии и подтверждение библейской хронологии, в том числе времени наступления «последних дней»[83][84]. В 1928 году The Watch Tower отвергла это и заявила, что Пирамида была построена по указке Сатаны[85].
- Начало «последних дней». С самых первых выпусков журнала Watch Tower, Рассел продвигал идею о том, что «последние дни» начались в 1799 году и закончатся в 1914[86]. Ещё в 1927 и 1928 годах в публикациях в Watch Tower встречались утверждения о начале последних дней в 1799 году[u][v]. Затем в 1929 году время «начала последних дней» была изменено на 1914 год[89].
- Дата невидимого присутствия Христа. С 1879 по 1929 год «Общество Сторожевой башни» утверждало, что «присутствие» Христа началось в 1874 году[90][91]; в 1922 году выбор 1874 года в качестве даты начала невидимого присутствия Христа был назван «бесспорным»[63][w]. В 1930 году «Общество…» передвинуло это событие на 1914 год[x][y].
- Роль евреев в Царстве Божием. Рассел разделял взгляды Нельсона Барбура (англ. Nelson H. Barbour), который считал, что в 1914 году царство Христа возьмёт власть над всей Землёй и евреи, как народ, будут восстановлены в своей богоизбранности[95]. В 1889 году Рассел писал, что «языческие времена» завершатся в 1914 году, «с глаз Израиля спадёт пелена» и евреи обратятся в христианство[96]. В книге «Жизнь» (англ. Life), изденной в 1929 году, отмечается, что возвращение евреев в Палестину — это сигнал о том, что конец очень близок, потому что евреи будут «избраны прежде других покорных Господу» (have the favors first and thereafter all others who obey the Lord), когда Бог восстановит Своё царствие[97]. В 1932 году «Общество Сторожевой башни» отказалось от этих положений учений, и стало утверждать, что лишь «Свидетели Иеговы» являются «Израилем Божиим»[98]
- Определение «высших властей». Рассел учил, что «высшие власти», которым христиане должны быть покорными (Рим. 13:1) — это государственная власть. В 1929 году «Сторожевая башня» отказалась от этой трактовки и стала утверждать, что термин «высшие власти» относится только к Богу и Христу. Такое изменение вероучения объяснялось тем, что оно является свидетельством о «снисхождении света» истины на Богом избранных людей[99]. В 1952 году The Watchtower утверждал, что слова тринадцатой главы «Послания к Римлянам» «не могут относиться к политическим властям мира Кесаря, как о том неверно заявляет духовенство христианского мира»[z][100], а в 1960 году в этом же журнале прежние мнения по этому вопросу рассматривались как фактор «нечистоты» движения исследователей Библии пред очами Бога в период с 1914 по 1918 год. Но всего через два года, в 1962 году, The Watchtower вернулся к исходной доктрине Рассела[99].
- Подлинность и функции Правления. Термин «Правление» (англ. Governing Body) стал часто упоминаться в литературе «Общества Сторожевой башни» в 1970-х годах[101]. Первоначально Правление было определено как совет директоров (board of directors) «Общества Сторожевой башни», в котором должно быть семь членов[102]. Но со времем Правление перестало играть роль в установлении доктрин «Сторожевой башни», и все такие решения принимались президентом Сообщества[103][104]. В 1923 году Watch Tower отметил, что один лишь Рассел направляет политику и курс «Общества…», «независимо от кого-либо другого на Земле»[aa][105], и оба его преемника, Рутерфорд (Rutherford) и Кнорр (Knorr), также единолично устанавливали доктрины «Сторожевой башни». Но 1 января 1976 года впервые в истории организации доктринальные полномочия были даны Правлению[106], и оно стало правящим советом «Свидетелей Иеговы»[107]. Несмотря на это, The Watchtower в 1971 году заявлял, что Правление, состоящее из помазанных христиан, существовало с XIX века, чтобы управлять отношениями помазанников Божиих[108].
- Отношения с бывшими членами. В 1950-х годах, когда выход из религиозной организации стал частым явлением, «Свидетели» ничего не делали с исключёнными из неё: не разговаривали и даже не узнавали при встрече[109]. Допускались контакты исключённых с членами семьи, если это было абсолютно необходимо в интересах семьи, но обсуждать духовные вопросы с бывшим «Свидетелем Иеговы» запрещалось в любом случае[110]. В 1974 году The Watchtower, узнав, что некоторые неуравновешенные «Свидетели» демонстрировали недоброе, негуманное и возможно даже жестокое отношение к тем, кто был изгнан[ab], смягчила ограничения на контакты с членами семьи, даже если при этом происходит обсуждение духовных проблем[112]. Но в 1981 году произошло обратное изменение правил, и «Свидетелям» было предписано избегать любого обсуждения духовности и религии с бывшими единоверцами, включая близких родственников[113], и даже не здороваться с такими[113][114]. Родителям разрешалось заботиться о физических нуждах малолетних детей, отпавших от веры; физически или психически больные дети и родители могли «временно» жить в одном доме со «Свидетелем Иеговы», однако не дозволялось вкушать пищу за одним столом с отпавшими родными; предупреждали, что их эмоциональное влияние может ослабить решимость верующих[115]. В 1980 году штаб-квартира в Бруклине советовала «Свидетелям» следить за перемещениями отпавших, чтобы те не «продвигали» «отступнические взгляды», оправдывающие отречение от доктрины и выход из организации, и принимать «соответствующие законные меры» против тех, кто «продолжает верить в отступнические идеи и отвергать то, что ему было дано» через «Сторожевую башню»[116]. Правила насчёт избегания были расширены в 1981 году, распространялись и на тех, кто не был исключён, но покинул организацию по собственному желанию[117][118].
- Падение «Вавилона Великого». Рассел учил, что падание «всемирной империи ложной религии» произошло в 1878 году, и предсказывал полное разрушение «Вавилона» в 1914 году[119]. В 1917 году «Общество…» заявляло, что окончательное разрушение религии случится в 1918 году, объясняя, что Бог разрушит церкви до основания и «христианский мир, как система помилования, потерпит неудачу»[ac][120]. В 1988 году «Общество сторожевой башни» утверждало, что освобождение из тюрьмы в 1919 году старейшин «Сторожевой башни» ознаменовало собой «окончательное разрушение» Вавилона «как могущего удерживать народ Божий»[ad][121], а в ближайшем будущем Вавилон будет предан забвению и никогда уже не восстанет[122].

#### Отношение к ООН
Основная статья: «Свидетели Иеговы» и Организация Объединённых Наций (англ. Jehovah's Witnesses and the United Nations)
«Свидетели Иеговы» признаю́т Организацию Объединённых Наций как одну из «высших властей», которым Бог позволяет существовать, и которая служит делу поддержания порядка, но не поддерживают её политически и не считают её средством достижения мира и безопасности. В то же время «Свидетели Иеговы» верят, что ООН есть «образ Зверя» из «Откровения Иоанна Богослова» (Отк. 13:1—18), и второе исполнение «мерзости запустения» (Мф. 24:15), означающее всемирное разрушение ложной религии, и потому ООН, как и все остальные политические власти, будет уничтожена и заменена царствием Божиим. «Свидетели Иеговы» обвиняют другие религиозные организации за оказание политической поддержки ООН
8 октября 2001 года британская газета Guardian сообщила, что Watch Tower Bible and Tract Society’s было зарегистрировано как неправительственная организация в Департаменте публичной информации ООН, и в связи с этим обвинила Watch Tower Society в лицемерии. Через несколько дней после той публикации Watch Tower Bible and Tract Society подало формальный запрос о диссоциации, отказалось от всякой связи с Департаментом публичной информации ООН и опубликовало письмо о том, что та ассоциация с Департаментом информации ООН была нужна для доступа к его возможностям, и что они не знали об изменении критериев для НПО. В то же время ООН устанавливает, что ассоциированные неправительственные организации должны соответствовать определённым критериям, в том числе поддерживать и уважать принципы Устава ООН, продвигать ценности и деятельность Организации Объединённых Наций.

### Падение Иерусалима
«Свидетели Иеговы» утверждают, что Иерусалим был разрушен вавилонянами в октябре 607 года до нашей эры и после того был полностью необитаемым ровно семьдесят лет. Именно от этой даты они отсчитали 2520 лет до октября 1914 года нашей эры, когда, по их прогнозам, Христос должен был прийти и начать править миром. Исследователи, не связанные со «Свидетелями Иеговы», не поддерживают такую датировку и считают, что описанные захват и разрушение Иерусалима произошли на двадцать лет позже, в 587 г. до н. э. «Свидетели Иеговы» считают, что семидесятилетние периоды, о которых говорится в книгах Иеремии и Даниила, относятся к вавилонскому изгнанию евреев, и что это изгнание завершилось, когда они собрались в Иерусалиме в месяц тишрей еврейского календаря (Ездр. 3:1). Watch Tower Society утверждает, что по современному летоисчислению тот месяц тишрей приходится на октябрь 537 г. до н. э., а разрушение Иерусалима должно было произойти ровно через семьдесят лет после него, то есть в октябре 607 г. до н. э., основываясь на том, что указ Кира об освобождении евреев, изданный в первый год его царствования, «мог выйти в конце 538 г. до н. э. или до 4-5 марта 537 г. до н. э.». Светские научные источники относят это возвращение к 538 или 537 году до н. э.
Карл Джонссон (Carl O. Jonsson), бывший «Свидетель Иеговы», в своей книге «Пересматривая языческие времена: хронология и возвращение Христа» (англ. The Gentile Times Reconsidered: Chronology & Christ's Return) представляет восемнадцать линий свидетельства в поддержку традиционного взгляда на нео-вавилонскую хронологию. Он обвиняет Watch Tower Society в нарочно неправильном цитировании источников с целью обоснования своей позиции.
«Общество Сторожевой башни» утверждает, что библейская хронология не всегда совместима с секулярными источниками, но Библия — более совершенна, а светские историки, говорящие про 587 год до нашей эры, основываются на неверных или противоречивых исторических записях. При этом «Общество Сторожевой башни» принимает те источники информации, которые относят взятие Вавилона Киром к 539 году до н. э., не усматривая в них противоречий и принимая эту дату как опорную.
Преподаватель семитских языков и «Свидетель Иеговы» Рольф Фурули поддерживает точку зрения «Свидетелей Иеговы» на 607 год до нашей эры в своей исследовательской работе «Сравнение ассирийской, вавилонской, египетской и персидской хронологии с библейской хронологией» (англ. Assyrian, Babylonian, Egyptian, and Persian Chronology Compared with the Chronology of the Bible).
Лестер Л. Граббе (англ. Lester L. Grabbe), профессор Университета Халла, специалист в области библейского иврита и раннего иудаизма, так оценил исследование Фурули: «Вот ещё один любитель, пожелавший переписать гуманитарные науки…. Ф. приводит слабое доказательство того, что его теории проверены с помощью специалистов в области месопотамской астрономии и персидской истории».
Относительные положения Луны, звёзд и планет, показанные в Вавилонском астрономическом дневнике (англ. Babylonian astronomical diary) VAT 4956, используются светскими историками для установления того, что тридцать седьмой год Навуходоносора II — это 568 год до нашей эры. Но «Общество Сторожевой башни» говорит про неких неназванных исследователей, которые якобы подтвердили, что положения Луны и звёзд на плите не позволяют астрономически вычислить 588 г до н. э., поскольку изображённые там планеты нельзя однозначно идентифицировать. В начале статьи «Общество Сторожевой башни» цитирует Дэвида Брауна (David Brown): «некоторые знаки в наименованиях планет и их положения не ясны» (англ. some of the signs for the names of the planets and their positions are unclear), хотя Браун указывает, что вавилоняне тоже дали уникальное наименование каждой известной им планете. Джонссон подтверждает, что в VAT 4956 используются именно те наименования планет.

### Эволюция
Учение «Общества Сторожевой башни» по вопросу о происхождении Вселенной и жизни на Земле представляет собой смесь ресторационного и длиннодневного креационизма. Младоземельный креационизм отрицается как неправдоподобный и не соответствующий Писанию; «Свидетели Иеговы» утверждают, что они — не креационисты в смысле веры в сотворение Земли за шесть обычных дней.
В своих публикациях «Общество Сторожевой башни» пытается опровергнуть научную теорию эволюции и доказать божественное сотворение. Его аргументы сходны с аргументами других критиков эволюции и встречают такие же возражения. Гари Боттинг (англ. Gary Botting), бывший «Свидетелем Иеговы», вспоминал, что ему было трудно совместить идею божественного сотворения с наблюдениями разнообразия биологических видов, особенно после дискуссии с Джоном Холдейном в Индии.
В 1985 году «Общество Сторожевой башни» опубликовало книгу «Жизнь: как она появилась здесь? Путём эволюции или путём сотворения?» (англ. Life—How Did it Get Here? By Evolution or by Creation?), которую Ричард Докинз раскритиковал за пятикратное цитирование книги «Шея жирафа» (англ. The Neck of the Giraffe) Фрэнсиса Хитчинга (англ. Francis Hitching) — писателя и журналиста, который был представлен как «эволюционист», хотя не имеет научного образования. Докинз также критикует эту книгу за утверждение о том, что случайность — единственная альтернатива целенаправленному конструированию.

## Критика социальных идей

### Авторитаризм и запрет свободы слова
Доктрины «Свидетелей Иеговы» устанавливаются правлением их организации, которая не терпит инакомыслия в вопросах вероучения и религиозных практик. Члены организации, открыто выражающие несогласие с вероучением данного религиозного движения, исключаются из неё и избегаются оставшимися. В публикациях «Свидетелей Иеговы» последователям организации строго предписывается не ставить под сомнение доктрины и наставления, полученные от правления, чтобы оставаться доверенной частью «Божьей организации». Там же прямо призывают членов организации «избегать независимого мышления», которое, как утверждается, «было введено Сатаною Дьяволом» (англ. was introduced by Satan the Devil) и способно «вызывать разделение». Те, кто открыто возражает против официального вероучения, рассматриваются как «душевнобольные отступники».
Бывший член правления «Свидетелей Иеговы» Раймонд Франц утверждает, что на заседаниях этого правления альтернативные точки зрения вообще не желали выслушивать и воспринимали с возмущением и требовали поставить послушание организации выше собственной совести. Он же заявляет, что «Общество Сторожевой башни» подтвердило свою позицию на суде в 1954 году в Шотландии, когда представлявший его юрист-консультант Гайден Ковингтон (Hayden C. Covington) сказал буквально следующее: «У нас должно быть единство … единство любой ценой» (англ. We must have unity ... unity at all costs). По словам Франца, у «Свидетелей Иеговы» для поддержания внутренней дисциплины поощряется доносительство.
Франц и другие описывали собрания «Свидетелей Иеговы» как «катехизические», на которых и вопросы, и ответы на них были заранее заготовлены организацией, и участники, не раздумывая, высказывали одни и те же мнения. Бывшие «Свидетели Иеговы» Хизер и Гари Боттинг (Heather and Gary Botting) утверждают, что им «говорили, что они должны думать и чувствовать», а на тех членов организации, которые выражали свои точки зрения, отличные от высказанной в публикациях и на собраниях, смотрели с подозрением. По словам Раймонда Франца, большинство «Свидетелей» опасаются  высказывать критику в адрес своей организации, боясь обвинений в неверности. Авторы обратили внимание на то, что в публикациях «Общества Сторожевой башни» часто встречаются предупреждения об «угрозах» и «заразительности» «независимого мышления», в том числе попыток поставить под вопрос любое утверждение или формулировку в опубликованном учении, а также предписания против участия членов этого общества в независимых исследованиях Библии. Кроме того, членам «Общества Сторожевой башни» запрещается читать критику этой организации, написанную «отступниками», или публикации других религиозных организаций. Хизер и Гари Боттинг заявляют, что «„Свидетели Иеговы“ не терпят никакой критики изнутри, и многие сомневающиеся члены, которые пытались озвучить альтернативные мнения, касающиеся основ доктрины или её приложений, к досаде своей испытывали социальное давление» (англ. Jehovah's Witnesses will brook no criticism from within, as many concerned members who have attempted to voice alternative opinions regarding the basic doctrine or application of social pressure have discovered to their chagrin).
Хизер и Гари Боттинг утверждают, что такая власть «Общества Сторожевой башни» над своими членами базируется на принятии ими «Общества…» «буквально как гласа Иеговы - Божьего глашатая». Франц заявляет, что такая концепция лояльности к Божией организации не поддерживается Священным Писанием и служит только для укрепления организационной структуры движения, делающего акцент на человеческой власти. По его же словам, в журнале «Сторожевая башня» неоднократно публиковались утверждения о том, что каждый «Свидетель…» должен быть так же предан «Обществу Сторожевой башни», как апостолы были преданы Христу, а Христос - Богу. Хизер и Гари Боттинг заявляют, что в этом обществе спорить с вышестоящими членами - всё равно, что усомниться в Боге.

## Пояснения
1. ↑  «В свете строгого библейского свидетельства, касающегося языческих времён, мы рассматриваем как установленную истину то, что заключительный конец царствам мира сего, и полное установления Царства Божия совершится в 1914 году н.э.» (англ. In view of this strong Bible evidence concerning the Times of the Gentiles, we consider it an established truth, that the final end of the kingdoms of this world, and the full establishment of the kingdom of God will be accomplished by A.D. 1914.
2. ↑  В 1892 году в журнале Zion's Watch Tower (от 15 января 1892 года, страница 1355 репринта) утверждалась, что битва Бога — Армагеддон — уже идёт и должна завершиться в октябре 1914 года, и что эта дата «определённо отмечена в Писании» (англ. definitely marked in Scripture), и редактор этого журнала Чарльз Тейз Рассел (Charles Taze Russell) заявил: «Мы не видим причины, по которой бы изменились эти числа - и не можем их изменить, даже если бы хотели. Это, мы верим, Божьи даты, а не наши. Но мы разумеем, что конец 1014 года - не дата начала, но дата окончания времени бедствий» (англ. We see no reason for changing the figures—nor could we change them if we would. They are, we believe, God's dates, not ours. But bear in mind that the end of 1914 is not the date for the beginning, but for the end of the time of trouble)[4]. Сравнив «недостоверную светскую хронологию» с достоверной «библейской хронологией», The Watch Tower утверждал: «В на линии этих расчётов [использующих хронологию Библии как установленный факт] расположены даты 1874, 1914 и 1918; и Господь положил оттиск Своей печати на 1914 и 1918 — оттиск, который совершенно невозможно стереть ... . Используя эту же измерительную линию, начавшуюся с вхождением ... Израиля в Ханаан, и отсчитав полные 70 циклов»..., как ясно показано Иеговой, отправившим евреев в Вавилон на полные 70 лет, нетрудно установить 1925 год, вероятно, конец этого года, как начало антитипичного юбилея. Про 1925 год может быть не больше вопросов, чем про 1914.... Оглядываясь назад, мы можем сейчас легко увидеть, что те даты ясно показаны в Писании и несомненно предназначены Господом   для ободрения Его народа.... То, что некоторые ожидают увидеть в 1925 году, может не обнаружится в том году, и эта дата не изменится ни на йоту, как и в других случаях» (англ. It was on this line of reckoning [using the chronology of the Bible as an established fact] that the dates 1874, 1914, and 1918 were located; and the Lord has placed the stamp of his seal upon 1914 and 1918 beyond any possibility of erasure.... Using this same measuring line, beginning with the entry ... of Israel into Canaan, and counting the full 70 cycles ..., as clearly indicated by Jehovah's sending of the Jews into Babylon for the full 70 years, it is an easy matter to locate 1925, probably the fall, for the beginning of the antitypical jubilee. There can be no more question about 1925 than there was about 1914.... Looking back we can now easily see that those dates were clearly indicated in Scripture and doubtless intended by the Lord to encourage his people.... That all that some expect to see in 1925 may not transpire that year will not alter the date one whit more than in the other cases)[5]
3. ↑  англ. be complete in accepting the visible organization's direction in every aspect
4. ↑  англ. Make haste to identify the visible theocratic organization of God that represents his king, Jesus Christ. It is essential for life. Doing so, be complete in accepting its every aspect. We cannot claim to love God, yet deny his Word and channel of communication.... Jehovah's visible organization is based firmly on the twelvefold foundation of the apostles of the Lamb with Jesus Christ himself being the foundation cornerstone.(Rev. 21:14,19;Eph 2:20–22) Therefore, in submitting to Jehovah's visible theocratic organization, we must be in full and complete agreement with every feature of its apostolic procedure and requirements.
5. ↑  англ. read into the Watch Tower statements that were never intended
6. ↑  англ. based on wrong premises
7. ↑  В Crisis of Conscience, 2002, p. 173 Франц цитирует из "They Shall Know That a Prophet Was Among Them" (The Watchtower, April 1, 1972), где утверждается, что Бог возвысил «Свидетелей Иеговы» как «пророка чтобы помочь [людям], предупредить их об опасностях и объявить о том, что будет» (англ. a prophet to help [people], to warn them of dangers and declare things to come). Он также цитирует "Identifying the Right Kind of Messenger" (The Watchtower, May 1, 1997, page 8), в которой «Свидетели» идентифицирутся как Его «истинные вестники ... [Бог] делает так, чтобы сообщения, которые Он передал через них, сбывались», в отличие от сообщений «ложных вестников», чьи предсказания провалились. В In Search of Christian Freedom, 2007 он цитирует The Nations Shall Know That I Am Jehovah - How? (1971, p. 70, 292), в которая описывает «Свидетелей» как современный класс Иезекиилей, «подлинного пророка в нашем поколении». В книге «Сторожевой Башни» отмечается: «Касательно сообщения, доставленного классом Иезекииль, Иегова положительно определяет, что это „должно сбыться“» ... те, кто в нерешительности ожидает, пока это „станет истиной“, также узнают, что пророк лично подтвердит это, оказавшись в гуще событий (англ. Concerning the message faithfully delivered by the Ezekiel class, Jehovah positively states that it 'must come true' ... those who wait undecided until it does 'come true' will also have to know that a prophet himself had proved to be in the midst of them.). Также он цитирует "Execution of the Great Harlot Nears" (The Watchtower, October 15, 1980, p. 17), где утверждается, что Бог даёт «Свидетелям» «особое знание, которым не обладают другие ... продвинутое знание о конце этой системы» (special knowledge that others do not have ... advance knowledge about this system's end).
8. ↑  «В Писаниях есть то, что, как мы думаем, является ясным свидетельством, относящимся к той дате [1914], но там нет подробностей или дат на промежуточное время. Мы ни в какой степени не намереваемся выступать в роли пророка, но единственно даём ниже то, что видится нам скорее всего имеющимся в тренде событий» (англ. We have in the Scriptures what we think is clear testimony respecting that date [1914], but no particulars or dates for the intervening time. It is not our intention to enter upon the role of prophet to any degree, but merely to give below what seems to us rather likely to be the trend of events)[29]; «Мы не пророчествуем; мы только высказываем наши предположения.... Мы даже не [утверждаем], что нет ошибки в нашей интерпретации пророчества и наших расчётах хронологии. Мы только лишь кладём их перед вами, давая каждому проявить свою веру или сомнение по отношению к ним» (англ. We are not prophesying; we are merely giving our surmises.... We do not even [assert] that there is no mistake in our interpretation of prophesy and our calculations of chronology. We have merely laid these before you, leaving it for each to exercise his own faith or doubt in respect to them)[30]; «„Свидетели Иеговы“, как современные христиане, упорно работают над тем, чтобы эта добрая весть была проповедана каждому. Они не претендуют на непогрешимость или совершенство. И они - не вдохновлённые пророки» (англ. Jehovah's Witnesses as modern-day Christians are working hard to get this good news preached to every individual. They do not  infallibility or perfection. Neither are they inspired prophets)[31]
9. ↑  Некоторые возражающие заявляют, что «Свидетели Иеговы»  - лжепророки. Это оппоненты говорят, что даты были установлены, но ничего не произошло.... Да, люди Иеговы пересматривали ожидания время от времени. В силу нашего рвения, мы надеялись [увидеть] новую систему раньше, чем она была вызвана Иеговым расписанием. Но мы проявляем нашу веру в Слово Божие и Его правдивые обещания, декларируя Его сообщения другим. Кроме того, потребность пересматривать кое-что в нашем понимании не делает нас лжепророками и не меняет того факта, что мы живём в „последние времена“.... Насколько же безрассудным будет рассматривать это так, будто необходимость скорректировать некоторые ожидания поставит под вопрос всё тело истины! Есть чёткое свидетельство о том, что Иегова использовал и продолжает использовать одну Его организацию. (англ. Some opposers claim that Jehovah's Witnesses are false prophets. These opponents say that dates have been set, but nothing has happened.... Yes, Jehovah's people have had to revise expectations from time to time. Because of our eagerness, we have hoped for the new system earlier than Jehovah's timetable has called for it. But we display our faith in God's Word and its sure promises by declaring its message to others. Moreover, the need to revise our understanding somewhat does not make us false prophets or change the fact that we are living in 'the last days'.... How foolish to take the view that expectations needing some adjustment should call into question the whole body of truth! The evidence is clear that Jehovah has used and is continuing to use his one organization)[32].
10. ↑  англ. destroy the churches wholesale and the church members by the millions
11. ↑  Основываясь на вышеприведённом аргументе, заключаем, что старый порядок вещей, старый мир - заканчивается и скоро исчезнет, а новый порядок приходит, и что 1925 год будет отмечен воскресением почтенных правоверных прошлого и началом восстановления; и мы можем вполне обоснованно заключить, что миллионы людей, ныне живущих на Земле, останутся на ней и в 1925 году. (англ. Based upon the argument heretofore set forth, then, that the old order of things, the old world, is ending and is therefore passing away, and that the new order is coming in, and that 1925 shall mark the resurrection of the faithful worthies of old and the beginning of reconstruction, it is reasonable to conclude that millions of people now on the earth will be still on the earth in 1925).
12. ↑  Прим. перев.: англ. finish out the rest of their days in this old system in the pioneer service. Словосочетанием «пионерское служение» (pioneer service) обозначается, видимо, миссионерское служение с целью вовлечь в религиозную организацию как можно больше новичков (пионеров в религиозном смысле).
13. ↑  «Кульминация бедствия в октябре 1914 года ясно обозначена в Писаниях» (англ. The culmination of the trouble in October, 1914, is clearly marked in the Scriptures)[60].
14. ↑  «Битва великих дней Бога Всемогущего (Отк. 16:14), которая закончится в 1914 году н.э. полным низвержением нынешних земных правительств, уже началась» (англ. The 'battle of the great day of God Almighty' (Rev. 16:14), which will end in A.D. 1914 with the complete overthrow of earth's present rulership, is already commenced)[61].
15. ↑  «Мы понимаем, что юбилейный тип начал отсчитываться от 1575 года до н.э.; и 3500-летний период, охватывающий этот тип, должен закончиться в 1925 году. Следовательно, 1925 год отметит собой начало восстановления всего того, что было утрачено в результате непослушания Адама» (англ. We understand that the jubilee type began to count in 1575 B.C.; and the 3,500 year period embracing the type must end in 1925. It follows, then, that the year 1925 will mark the beginning of the restoration of all things lost by Adam's disobedience)[62].
16. ↑  «Библейское пророчество показывает, что Господь должен прийти второй раз в 1874 году. Исполненное пророчество несомненно показывает, что Он появился в 1974 году ... это бесспорные факты» (англ. Bible prophecy shows that the Lord was due to appear for the second time in 1874. Fulfilled prophecy shows beyond a doubt that he did appear in 1874 ... these facts are indisputable)[63].
17. ↑  курсив в оригинале
18. ↑  англ. We affirm that Scripturally, scientifically, and historically, present-truth chronology is correct beyond a doubt
19. ↑  «Хорошо известно, что в это время была основана первая всеобщая языческая империя с Навуходоносором во главе; и тогда начались языческие времена, покрывающие собой семь символических сроков, или 2520 лет. Дата начала - 606 г. до н.э., следовательно, языческие времена закончатся в 1914 году, т.е. законный срок власти в то время истечёт и затем придут времена того, кто „в своём праве“ получить королевскую власть и пользоваться ею» (англ. It is well known that at this time the first universal Gentile empire was established, with Nebuchadnezzar as the ruler; and the Gentile times beginning there covered a period of seven symbolic times, or 2,520 years. The date of the beginning being 606 B.C., it would follow that the Gentile times would end in 1914; i. e., the legal lease of power would at that time expire and then the time would be due for him 'whose right it is' to receive and exercise kingly authority)[71].
20. ↑  англ. every member of this body of Christ ... the whole body individually and collectively
21. ↑  «Одна тысяча двести шестьдесят лет с 539 г. н.э. приводят нас в 1799 год; это - ещё одно подтверждение того, что 1799 год определённо обозначает начало „конца времён“.... „Конец времён“ охватывает период с 1799 г. н.э., как выше было показано, до времени полного низвержения империи Сатаны и установления царства Мессии. Время второго пришествия Господа датируется с 1874 года» (англ. Twelve hundred sixty years from 539 A.D. brings us to 1799, another proof that 1799 definitely marks the beginning of "the time of the end".... "The time of the end" embraces a period from 1799 A.D., as above indicated, to the time of the complete overthrow of Satan's empire and the establishment of the kingdom of the Messiah. The time of the Lord's second presence dates from 1874)[87].
22. ↑  «Одна тысяча двести шестьдесят лет с 539 г. н.э. приводят нас в 1799 год; это - ещё одно подтверждение того, что 1799 год определённо обозначает начало „конца времён“» (англ. Twelve hundred sixty years from 539 A. D. brings us to 1799, another proof that 1799 definitely marks the beginning of 'the time of the end')[88].
23. ↑  «Следовательно, бесспорные факты показывают, что времена конца начались в 1799 году, и что второе присутствие Господа началось в 1874 году» (англ. The indisputable facts, therefore, show that the time of the end began in 1799; that the Lord's second presence began in 1874)[92]
24. ↑  «Если правда, что Иисус присутствует с 1914 года, то следует допустить, что никто не видел Его собственными глазами ... таким образом, Христос присутствовал, незримый людьми, но ясно открывался тем, кто изучал Библию и искал свидетельства того, что, по словам Иисуса, станет подтверждением Его присутствия» (англ. If it is true that Jesus has been present since the year 1914, then it must be admitted that nobody has seen Him with his natural eyes ... thus, for over sixteen years, Christ has been present, unseen by men, but plainly revealed to those who are students of the Bible and looking for the evidences which Jesus said would be a proof of His presence)[93]
25. ↑  «Предварительно к тому, что церковь прилагала пророчество Матфея двадцать-четыре к событиям, происходившим с 1874 по 1914 год. Уже после 1918 года церкви стало понятно, что те события относятся [ко времени] позднее 1914 года» (англ. Prior thereto the church had been applying the prophecy of Matthew twenty-four to the events that came to pass from 1874 to 1914. Not until after 1918 was it understood by the church that these events apply after 1914)[94].
26. ↑  could never have applied to the political powers of Caesar's world as wrongly claimed by the clergy of Christendom
27. ↑  англ. without regard to any other person on earth
28. ↑  «Ненавидеть зло, содеянное отпавшим, — это правильно, а ненавидеть самого человека или негуманно обходиться с ним — неправильно» (англ. It is right to hate the wrong committed by the disfellowshiped one, but it is not right to hate the person nor is it right to treat such ones in an inhumane way)[111]
29. ↑  англ. Christendom shall go down as a system to oblivion.
30. ↑  англ. as far as having any captive hold on God's people was concerned
31. ↑  Во-первых, что ожидает ложные религии мира, которые так часто крайне дружелюбно относятся к ООН? Они происходят из одного и того же идолопоклонского истока - древнего Вавилона. Соответственно, они описаны в Отк. 17:5 как «Вавилон великий, мать блудницам и мерзостям земным» ... Иеремия описывает кончину этого этого лицемерного конгломерата. ООН - та самая, с которой блудодействовали земные политики, которая устраиват беззаконные отношения со своими членами - политическими властями (англ. In the first place, what lies ahead for the world's false religions that have so often been extremely friendly with the UN? They are the offspring of one idolatrous fountainhead, ancient Babylon. Appropriately, they are described at Revelation 17:5 as "Babylon the Great, the mother of the harlots and of the disgusting things of the earth ... Jeremiah described the doom of this hypocritical conglomerate. Harlotlike, they have seduced earth's politicians, flattering the UN and forming illicit relations with its member political powers)[126].
32. ↑  «Светские историки относят эту дату к 586 или 587 году до н.э., но „Свидетели“, вслед за Расселом, ставят её на 607 г. до н.э.» (англ. Secular historians put this date as 586 or 587 BC but the Witnesses, following Russell, place it at 607 BC)[133].
33. ↑  «Это было в первый год царствования Кира, когда он издал указ, разрешающий евреям вернуться в Иерусалим и заново построить храм (Ездр. 1:1). Такой указ мог выйти в конце 538 года до н.э. или до 4-5 марта 537 года до н.э. В лбюбом случае, было достаточно времени для большой партии из 49 897 евреев, чтобы организовать их экспедицию,  совершить четырёхмесячное путешествие из Вавилона в Иерусалим и быть там 29-30 сентября 537 года до н.э., в первый из семи еврейских месяцев, чтобы соорудить жертвенник Иегове, как сказано в Ездр. 3:1—3. Ввиду того, что 29-30 сентября 537 г. до н.э. официально закончились семьдесят лет опустошения, о которых написано в 2Пар. 36:20, 21, начало опустошения земли должно было официально начаться после 21-22 сентября 607 г. до н.э., в первый из семи еврейских месяцев 607 года до н.э., который является началом отсчёта 2520 лет» (англ. It was in this first regnal year of Cyrus that he issued his decree to permit the Jews to return to Jerusalem to rebuild the temple. (Ezra 1:1) The decree may have been made in late 538 B.C. or before March 4–5, 537 B.C. In either case this would have given sufficient time for the large party of 49,897 Jews to organize their expedition and to make their long four-month journey from Babylon to Jerusalem to get there by September 29–30, 537 B.C., the first of the seventh Jewish month, to build their altar to Jehovah as recorded at Ezra 3:1–3. Inasmuch as September 29–30, 537 B.C., officially ends the seventy years of desolation as recorded at 2 Chronicles 36:20, 21, so the beginning of the desolation of the land must have officially begun to be counted after September 21–22, 607 B.C., the first of the seventh Jewish month in 607 B.C., which is the beginning point for the counting of the 2,520 years).[135]
34. ↑  «светские хронологи вычисляют, что 16-й день Ташриту (Тишрея) - это 11 октября по юлианскому календарю или 5 октября по григорианскому, в году 539 до нашей эры. Поскольку эта дата принята, и не показано никаких противоречий, её можно использовать как опорную дату для согласования светской хронологии с библейской историей» (англ. secular chronologers calculate the 16th day of Tashritu (Tishri) as falling on October 11, Julian calendar, and October 5, Gregorian calendar, in the year 539 B.C.E. Since this date is an accepted one, there being no evidence to the contrary, it is usable as a pivotal date in coordinating secular history with Bible history)[143]
35. ↑  англ. Once again we have an amateur who wants to rewrite scholarship.... F. shows little evidence of having put his theories to the test with specialists in Mesopotamian astronomy and Persian history.
36. ↑  На стр. 15 книги «Life—How Did it Get Here? By Evolution or by Creation?» Хитчинг впервые представлен как «эволюционист». Он же цитируется на страницах 71 и 73 той же книги, именуется «учёным». Так же он именуется и на стр. 106 книги «The Bible—God's Word or Man's?», изданной «Сторожевой башней» в 1986 году.
37. ↑  «Претенденты на решение загадки невероятности — это не замысел и случайность, как неверно подразумевается. Это — замысел и естественный отбор» (англ. [T]he candidate solutions to the riddle of improbability are not, as falsely implied, design and chance. They are design and natural selection)[156].
38. ↑  «С самого начала своего восстания Сатана поставил под сомнение Божий метод делания вещей. Он продвигал независимое мышление.... Как такое независимое мышление проявляется? Чаще всего — через сомнения в наставлении, даваемом Божией видимой организацией» (англ. From the very outset of his rebellion Satan called into question God's way of doing things. He promoted independent thinking.... How is such independent thinking manifested? A common way is by questioning the counsel that is provided by God's visible organization)[165]
39. ↑  В мире, где люди мечутся под сбивающими с толку ветрами религиозной доктрины, людям Иеговы необходимо быть стойкими, полностью развитыми христианами (Еф. 4:13, 14). Их позиция должна быть постоянной, а не смещаться быстро под воздействием независимого мышления или эмоционального давления (англ. In a world where people are tossed about by confusing winds of religious doctrine, Jehovah's people need to be stable, full-grown Christians. (Eph. 4:13, 14) Their position must be steadfast, not shifting quickly because of independent thinking or emotional pressures)[166].
40. ↑  «Во всех колонках „Сторожевой Башни“ Иегова даёт своим людям указания, постоянно консультирует их по вопросам Писания, и они требуют кропотливого изучения и внимания к деталям при применении этой информации, чтобы обрести полное понимание связанных принципов и увериться в правильности суждений по таким вопросам. Таким образом, мы должны быть „вполне способны мыслить в соответствии со всем священным“, чтобы полностью выполнить нашу обязанность ответственно проповедовать то, что Иегова возложил на всех христиан, идущих по стопам Его Сына. Любая другая линия поведения создаёт независимое мышление и вызывает разделение»  (англ. It is through the columns of The Watchtower that Jehovah provides direction and constant Scriptural counsel to his people, and it requires careful study and attention to details in order to apply this information, to get a full understanding of the principles involved, and to assure ourselves of right thinking on these matters. It is in this way that we "are thoroughly able to grasp mentally with all the holy ones" the fullness of our commission and of the preaching responsibility that Jehovah has placed on all Christians as footstep followers of his Son. Any other course would produce independent thinking and cause division)[167]
41. ↑  «Неизбежный результат приверженности человека к упорядочиванию (в домашнем изучении Библии) — это, в конечном счёте, замена всех его собственных мыслей мыслями из изучаемой книги … если бы кто-нибудь мог наблюдать такое развитие личности … тому бы стало очевидно, как такой ученик постепенно утрачивает всякую индивидуальность в мышлении и действии.... Одна из характерных черт «Свидетелей Иеговы» — исключительное единодушие в суждениях почти что обо всех аспектах жизни … учитывая это, представляется некоторым оправданием для паствы то, что их методы обучения фактически являются  утончённой формой индоктринации или промывки мозгов» (англ. The inevitable result of a person's submitting to (the home Bible study) arrangement is that eventually all his own thoughts will be replaced by the thoughts contained in the book he is studying ... if one were able to watch this person's development ... it would be quite obvious that he was gradually losing all individuality of thought and action.... One of the characteristics of Jehovah's Witnesses is the extraordinary unanimity of thinking on almost every aspect of life ... in view of this there seems to be some justification for the charge that their study methods are in fact a subtle form of indoctrination or brainwashing.
)[176][177].